# Баскетболист года среди студентов по версии Helms Foundation
Баскетболист года среди студентов по версии Helms Foundation (англ. Helms Foundation College Basketball Player of the Year) — ежегодная баскетбольная награда, которая вручалась лучшему баскетболисту в первом дивизионе NCAA по результатам голосования. Она была учреждена американским спортивным фондом Helms Foundation, базирующимся в Лос-Анджелесе (штат Калифорния), и впервые была вручена Кристиану Штейнмецу из Висконсинского университета в Мадисоне в сезоне 1904/05 годов. Это была первая крупная баскетбольная награда в США и рассматривалась в рамках общественности самой авторитетной премией в студенческом баскетболе того времени. После появления других наград отошла на второй план и в последний раз была вручена Ларри Бёрду из университета штата Индиана в сезоне 1978/79 годов.
Только девять игроков: Хэнк Луизетти, Джордж Гламак, Джордж Майкен, Билл Расселл, Оскар Робертсон, Лью Алсиндор, Сидни Уикс, Билл Уолтон и Дэвид Томпсон получали этот приз несколько раз, причём лишь один Алсиндор получал его трижды. Четыре раза обладателями этого трофея становились сразу два игрока (1965, 1970, 1971 и 1976). Чаще других победителями в этой номинации становились баскетболисты Калифорнийского университета в Лос-Анджелесе (10 раз).

## Легенда
|           | Сообладатели награды           |
| *         | Избраны в Зал славы баскетбола |
| Игрок (X) | Количество титулов             |

## Победители
| Сезон   | Игрок                | Фото | Университет                                | Позиция                                     | Год обучения |
| ------- | -------------------- | ---- | ------------------------------------------ | ------------------------------------------- | ------------ |
| 1904/05 | Кристиан Штейнмец*   |      | Висконсинский университет в Мадисоне       | Форвард                                     |              |
| 1905/06 | Джордж Гребенштейн   |      | Дартмутский колледж                        | Форвард                                     | Третий       |
| 1906/07 | Гилмор Кинни         |      | Йельский университет                       | Форвард                                     | Четвёртый    |
| 1907/08 | Чарльз Кейнат        |      | Пенсильванский университет                 | Форвард                                     | Третий       |
| 1908/09 | Джон Шоммер*         |      | Чикагский университет                      |                                             | Четвёртый    |
| 1909/10 | Харлан Пейдж         |      | Чикагский университет                      | Защитник                                    | Четвёртый    |
| 1910/11 | Тед Киндл            |      | Колумбийский университет                   | Форвард                                     | Четвёртый    |
| 1911/12 | Отто Стэнжел         |      | Висконсинский университет в Мадисоне       | Форвард                                     |              |
| 1912/13 | Эдди Колдер          |      | Университет Сент-Лоуренс                   | Форвард                                     |              |
| 1913/14 | Гил Халстед          |      | Корнеллский университет                    | Центровой                                   | Четвёртый    |
| 1914/15 | Эрнест Хоутон        |      | Юнион-колледж                              |                                             | Четвёртый    |
| 1915/16 | Джордж Левис         |      | Висконсинский университет в Мадисоне       | Форвард                                     | Четвёртый    |
| 1916/17 | Рэй Вудс             |      | Иллинойсский университет в Урбане-Шампейне | Защитник                                    | Четвёртый    |
| 1917/18 | Билл Чандлер         |      | Висконсинский университет в Мадисоне       | Центровой                                   | Четвёртый    |
| 1918/19 | Эрлинг Плату         |      | Миннесотский университет                   | Защитник                                    | Третий       |
| 1919/20 | Ховард Канн*         |      | Нью-Йоркский университет                   |                                             | Четвёртый    |
| 1920/21 | Джордж Уильямс       |      | Миссурийский университет                   | Центровой                                   | Четвёртый    |
| 1921/22 | Чак Карни            |      | Иллинойсский университет в Урбане-Шампейне | Центровой                                   | Четвёртый    |
| 1922/23 | Пол Эндакотт*        |      | Канзасский университет                     | Защитник                                    | Четвёртый    |
| 1923/24 | Чарли Блэк           |      | Канзасский университет                     | Защитник                                    | Четвёртый    |
| 1924/25 | Эрл Мюллер           |      | Колорадский колледж                        | Центровой                                   | Четвёртый    |
| 1925/26 | Джек Кобб            |      | Университет Северной Каролины в Чапел-Хилл | Форвард                                     | Четвёртый    |
| 1926/27 | Вик Хэнсон*          |      | Сиракьюсский университет                   | Форвард                                     | Четвёртый    |
| 1927/28 | Виктор Холт          |      | Университет Оклахомы                       | Центровой                                   | Четвёртый    |
| 1928/29 | Джон Томпсон*        |      | Университет штата Монтана                  | Форвард                                     | Третий       |
| 1929/30 | Чак Хайетт*          |      | Питтсбургский университет                  | Защитник                                    | Четвёртый    |
| 1930/31 | Барт Карлтон         |      | Колледж Ада-Тичерс                         |                                             |              |
| 1931/32 | Джон Вуден*          |      | Университет Пердью                         | Защитник                                    | Третий       |
| 1932/33 | Форест Сейл          |      | Кентуккийский университет                  | Форвард / Центровой                         | Четвёртый    |
| 1933/34 | Уэсли Беннетт        |      | Вестминстерский колледж                    | Центровой                                   | Четвёртый    |
| 1934/35 | Лерой Эдвардс        |      | Кентуккийский университет                  | Центровой                                   | Второй       |
| 1935/36 | Джон Моир            |      | Университет Нотр-Дам                       | Форвард                                     | Второй       |
| 1936/37 | Хэнк Луизетти*       |      | Стэнфордский университет                   | Форвард                                     | Второй       |
| 1937/38 | Хэнк Луизетти* (2)   |      | Стэнфордский университет                   | Форвард                                     | Третий       |
| 1938/39 | Чет Яворски          |      | Род-Айлендский университет                 | Форвард                                     | Четвёртый    |
| 1939/40 | Джордж Гламак        |      | Университет Северной Каролины в Чапел-Хилл | Центровой                                   | Третий       |
| 1940/41 | Джордж Гламак (2)    |      | Университет Северной Каролины в Чапел-Хилл | Центровой                                   | Четвёртый    |
| 1941/42 | Стэнли Модзелевски   |      | Род-Айлендский университет                 | Защитник / Форвард                          | Четвёртый    |
| 1942/43 | Джордж Сенески       |      | Университет Сент-Джозефс                   | Разыгрывающий защитник                      | Четвёртый    |
| 1943/44 | Джордж Майкен*       |      | Университет Де Поля                        | Центровой                                   | Третий       |
| 1944/45 | Джордж Майкен* (2)   |      | Университет Де Поля                        | Центровой                                   | Четвёртый    |
| 1945/46 | Боб Кёрланд*         |      | Университет штата Оклахома                 | Центровой                                   | Четвёртый    |
| 1946/47 | Джеральд Такер       |      | Университет Оклахомы                       | Центровой                                   | Четвёртый    |
| 1947/48 | Эд Маколи*           |      | Сент-Луисский университет                  | Центровой / Тяжёлый форвард                 | Третий       |
| 1948/49 | Тони Лавелли         |      | Йельский университет                       | Лёгкий форвард                              | Четвёртый    |
| 1949/50 | Пол Аризин*          |      | Университет Вилланова                      | Лёгкий форвард                              | Четвёртый    |
| 1950/51 | Дик Гроут            |      | Университет Дьюка                          | Разыгрывающий защитник                      | Третий       |
| 1951/52 | Клайд Лавлетт*       |      | Канзасский университет                     | Тяжёлый форвард / Центровой                 | Четвёртый    |
| 1952/53 | Боб Хубрегс*         |      | Вашингтонский университет                  | Центровой                                   | Четвёртый    |
| 1953/54 | Том Гола*            |      | Университет Ла Салля                       | Атакующий защитник / Лёгкий форвард         | Четвёртый    |
| 1954/55 | Билл Расселл*        |      | Университет Сан-Франциско                  | Центровой                                   | Третий       |
| 1955/56 | Билл Расселл* (2)    |      | Университет Сан-Франциско                  | Центровой                                   | Четвёртый    |
| 1956/57 | Ленни Розенблют      |      | Университет Северной Каролины в Чапел-Хилл | Лёгкий форвард                              | Четвёртый    |
| 1957/58 | Элджин Бэйлор*       |      | Университет Сиэтла                         | Лёгкий форвард / Тяжёлый форвард            | Третий       |
| 1958/59 | Оскар Робертсон*     |      | Университет Цинциннати                     | Разыгрывающий защитник                      | Третий       |
| 1959/60 | Оскар Робертсон* (2) |      | Университет Цинциннати                     | Разыгрывающий защитник                      | Четвёртый    |
| 1960/61 | Джерри Лукас*        |      | Университет штата Огайо                    | Тяжёлый форвард / Центровой                 | Третий       |
| 1961/62 | Пол Хог              |      | Университет Цинциннати                     | Центровой                                   | Четвёртый    |
| 1962/63 | Арт Хейман           |      | Университет Дьюка                          | Атакующий защитник / Лёгкий форвард         | Четвёртый    |
| 1963/64 | Уолт Хаззард         |      | Калифорнийский университет в Лос-Анджелесе | Разыгрывающий защитник / Атакующий защитник | Четвёртый    |
| 1964/65 | Билл Брэдли*         |      | Принстонский университет                   | Лёгкий форвард / Атакующий защитник         | Четвёртый    |
| 1964/65 | Гейл Гудрич*         |      | Калифорнийский университет в Лос-Анджелесе | Атакующий защитник                          | Четвёртый    |
| 1965/66 | Кэззи Расселл        |      | Мичиганский университет                    | Атакующий защитник / Лёгкий форвард         | Четвёртый    |
| 1966/67 | Лью Алсиндор*[a]     |      | Калифорнийский университет в Лос-Анджелесе | Центровой                                   | Второй       |
| 1967/68 | Лью Алсиндор*[a] (2) |      | Калифорнийский университет в Лос-Анджелесе | Центровой                                   | Третий       |
| 1968/69 | Лью Алсиндор*[a] (3) |      | Калифорнийский университет в Лос-Анджелесе | Центровой                                   | Четвёртый    |
| 1969/70 | Пит Маравич*         |      | Университет штата Луизиана                 | Атакующий защитник                          | Четвёртый    |
| 1969/70 | Сидни Уикс           |      | Калифорнийский университет в Лос-Анджелесе | Тяжёлый форвард / Центровой                 | Третий       |
| 1970/71 | Остин Карр           |      | Университет Нотр-Дам                       | Атакующий защитник                          | Четвёртый    |
| 1970/71 | Сидни Уикс           |      | Калифорнийский университет в Лос-Анджелесе | Тяжёлый форвард / Центровой                 | Четвёртый    |
| 1971/72 | Билл Уолтон*         |      | Калифорнийский университет в Лос-Анджелесе | Центровой                                   | Второй       |
| 1972/73 | Билл Уолтон* (2)     |      | Калифорнийский университет в Лос-Анджелесе | Центровой                                   | Третий       |
| 1973/74 | Дэвид Томпсон*       |      | Университет штата Северная Каролина        | Атакующий защитник / Лёгкий форвард         | Третий       |
| 1974/75 | Дэвид Томпсон* (2)   |      | Университет штата Северная Каролина        | Атакующий защитник / Лёгкий форвард         | Четвёртый    |
| 1975/76 | Кент Бенсон          |      | Индианский университет в Блумингтоне       | Центровой                                   | Третий       |
| 1975/76 | Скотт Мэй            |      | Индианский университет в Блумингтоне       | Лёгкий форвард                              | Четвёртый    |
| 1976/77 | Маркес Джонсон       |      | Калифорнийский университет в Лос-Анджелесе | Лёгкий форвард / Атакующий защитник         | Четвёртый    |
| 1977/78 | Джек Гивенс          |      | Кентуккийский университет                  | Лёгкий форвард / Атакующий защитник         | Четвёртый    |
| 1978/79 | Ларри Бёрд*          |      | Университет штата Индиана                  | Лёгкий форвард                              | Четвёртый    |

## Комментарии
- a  Сменил имя 1 мая 1971 года после первой победы в НБА и принятия ислама, имя при рождении Фердинанд Льюис Алсиндор-младший или просто Льюис Алсиндор. Его новое имя, Карим Абдул-Джаббар, означает: «щедрый, слуга всесильного» (Аллаха)[1].